# Markus Gähler
Markus Gähler, né le 26 mars 1966 et mort le 11 mai 1997, est un ancien sauteur à ski suisse.

## Palmarès

### Jeux Olympiques
| Épreuve / Édition | Albertville 1992 |
| Petit Tremplin    | 44e              |
| Grand Tremplin    | 35e              |
| Par Equipes       | 8e               |

### Championnats du monde de vol à ski
| Épreuve / Édition | Harrachov 1992 |
| Individuel        | 23e            |

### Coupe du monde
- Meilleur résultat: 23e.